# بیلر (کانزاس)
بیلر (به انگلیسی: Beeler) یک منطقهٔ مسکونی در ایالات متحده آمریکا است که در شهرستان نس، کانزاس واقع شده‌است.